# شوتو واتانابه
شوتو واتانابه (ژاپنی: 渡邉 柊斗؛ زادهٔ ۲۸ ژانویهٔ ۱۹۹۷) یک بازیکن فوتبال اهل ژاپن است.
از باشگاه‌هایی که در آن بازی کرده‌است می‌توان به باشگاه فوتبال ناگویا گرامپوس و باشگاه فوتبال میتو هولیهوک اشاره کرد.